# 教廷卫队总队长
教廷卫队总队长（義大利語：Capitano generale della Chiesa）是中世纪教皇国武装力量事实上的总指挥官，该职位通常授予负有军事专业声望或与教皇有亲属关系的意大利人或其他贵族人物。与之相当的教廷卫队旗手则更多的是一个形式上或仪式上的职位，其具有的战术军事领导人的责任没有教廷卫队总队长大。